# Arnošt Lustig

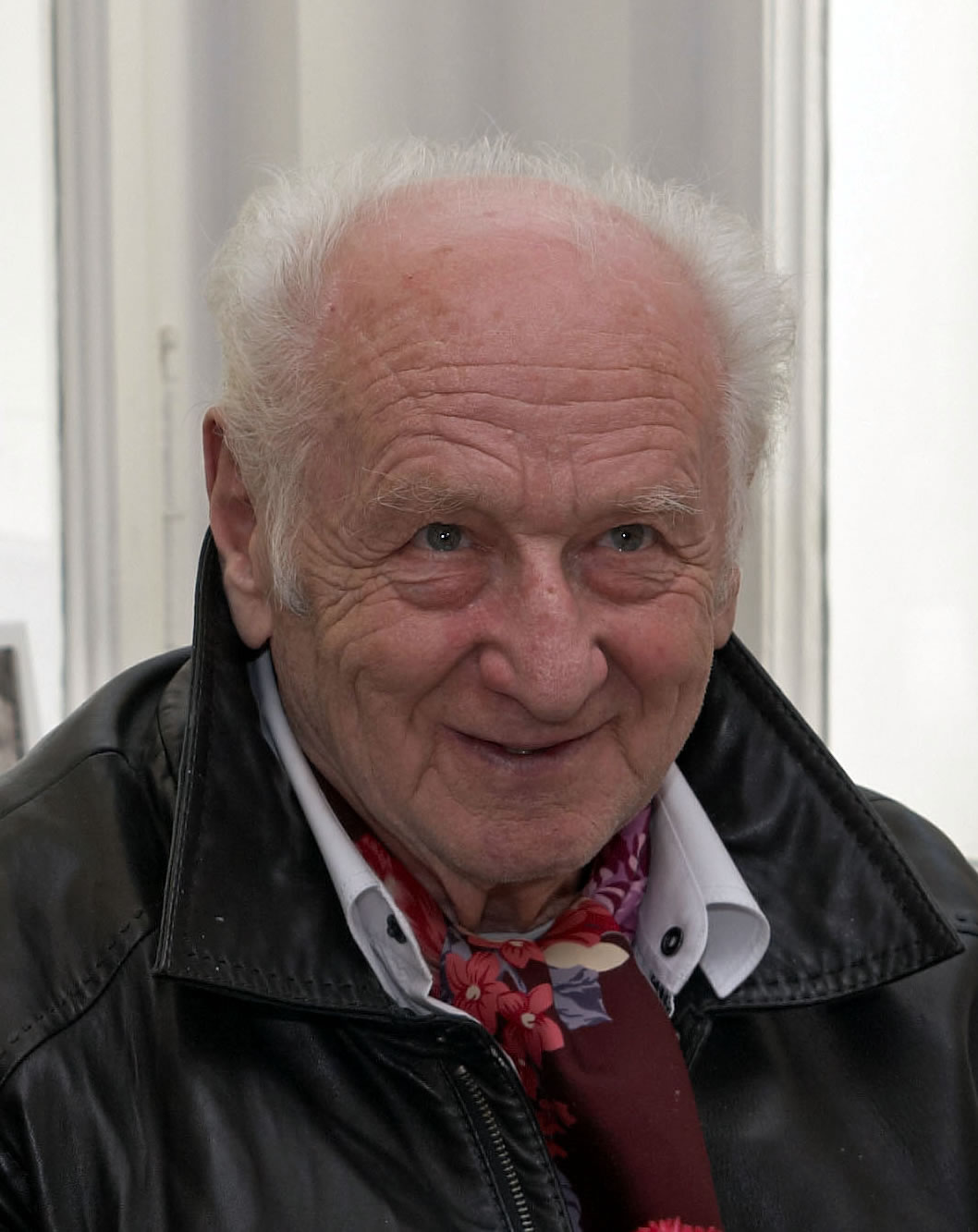
Arnošt Lustig (2009)

Arnošt Lustig (* 21. Dezember 1926 in Prag; † 26. Februar 2011 ebenda) war ein tschechischer Schriftsteller und Publizist, der sich in seinen Werken hauptsächlich mit dem Holocaust beschäftigte.

## Leben
Nach dem Besuch der Realschule in Prag, von der er als Jude 1941 ausgeschlossen wurde, internierte man ihn am 13. November 1942 im KZ Theresienstadt und verlegte ihn später in das KZ Auschwitz-Birkenau und schließlich in das KZ Buchenwald. 1945 gelang ihm aus einem Transport zum KZ Dachau die Flucht. Lustig versteckte sich bis Kriegsende an verschiedenen Orten. Nach dem Krieg begann er 1946 ein Studium an der Karls-Universität Prag. 1948 ging er als Berichterstatter des israelischen Unabhängigkeitskrieges im Auftrag von Lidové noviny nach Israel.
Nach seiner Rückkehr arbeitete er als Redakteur für den Tschechoslowakischen Rundfunk, als Leiter der Kulturrubrik in der Tageszeitung Mladý svět (Junge Welt) sowie als Drehbuchautor für das Tschechoslowakische Fernsehen. Nach dem Einmarsch der Truppen des Warschauer Pakts in die Tschechoslowakei im August 1968 verließ er das Land. Er ging zunächst nach Jugoslawien und arbeitete dort im Filmstudio Zagreb. Nach einer kurzen Zeit in Israel lebte er seit 1970 in den USA. Dort arbeitete er von 1973 bis 2003 als Professor für Film und Literatur an der American University in Washington, D. C. Seit den 1990er Jahren lebte er wieder zeitweise in Prag und pendelte zwischen Prag und Washington, D.C. 1995 bis 1997 war er Chefredakteur der tschechischen Ausgabe der Zeitschrift Playboy. Nach seiner Emeritierung von der American University 2003 verlegte er seinen ständigen Wohnsitz zurück nach Prag. Er war mit dem Schriftsteller Ota Pavel eng befreundet.
Der im Jahr 2000 erschienene und mehrfach preisgekrönte Dokumentarfilm Fighter unter der Regie von Amir Bar-Lev zeichnet in Form einer Art Roadmovie den Fluchtweg von Jan Wiener († 2010), einem Freund Lustigs, aus einem nationalsozialistischen Arbeitslager in Prag nach. Lustig begleitet ihn dabei und versucht, die Erlebnisse von Wiener aufzuschreiben. Im Verlauf des Films kommt es zu philosophischen und emotionalen Gesprächen und Diskussionen der beiden über ihre Erinnerungen.
Sein Vater Emil Lustig wurde 1943 deportiert, zuerst ins KZ Theresienstadt und im September 1944 nach Auschwitz, wo er ermordet wurde. Ein Stolperstein wurde für ihn in Prag verlegt.

## Auszeichnung
- 2000: tschechische Verdienstmedaille
- 2008: Franz-Kafka-Literaturpreis

## Werke (Eine Auswahl)
Der Großteil seiner Werke befasste sich mit dem Leben der Juden während des Zweiten Weltkrieges und dem Holocaust. Er beschäftigte sich mit der Psyche und den Beziehungen des Individuums zu den beschriebenen Ereignissen.

### Erzählungen
- 1957: Noc a naděje (Nacht und Hoffnung)
- 1958: Démanty noci (deutsch: Diamanten der Nacht. Übersetzt von Lotte Elsner-Reiter und Rudolf Iltis. Artia Verlag, Prag 1964).
- 1959: Ulice ztracených bratří (Die Straße der verlorenen Brüder)
- 1961: První stanice štěstí (Erste Station Glück/des Glücks)
- 1962: Transport aus dem Paradies (Transport z ráje)
- 1963: Nikoho neponížíš (Du wirst niemanden erniedrigen)
- 1966: Bílé břízy na podzim (Weiße Birken im Herbst)
- 1966: Propast: Román (Abgrund: Roman)
- 1968: Hořká vůně mandlí (Der bittere Geruch der Mandeln)

### Novellen
- 1961: Můj známý Vili Feld (Mein Bekannter Vili Feld)
- 1962: Dita Saxová (Dita Saxová)
- 1979: Nemilovaná: Z deníku sedmnáctileté Perly Sch. Auf Deutsch: Die Ungeliebte – aus dem Tagebuch einer Siebzehnjährigen. Übersetzt von Andreas Roschal, Roitman Verlag, München 1984, ISBN 3-923510-09-8. Vom Autor erweiterte Neuauflage, übersetzt von Peter Sacher mit einem Nachwort von Jiří Gruša. Ullstein Verlag, Berlin 1989, ISBN 3-548-30224-6.

### Sammelwerke
- 1962: Noc a den (Nacht und Tag)
- 1964: Vlny v řece (Wellen im Fluss)

### Romane
- 1964: Modlitba pro Kateřinu Horovitzovou. Roman. Auf Deutsch: Ein Gebet für Katharina Horowitzová. Übersetzt von Peter Sacher. Luchterhand-Literaturverlag, Hamburg, 1991. ISBN 3-630-86764-2. Neuauflage Berliner Taschenbuch-Verlag, Berlin 2006, ISBN 978-3-8333-0338-8.
- 1968: Miláček (Liebling)
- 1990: Král promluvil, neřekl nic (Der König sprach, er sagte nichts)
- 1991: Tma nemá stín (Finsternis wirft keine Schatten). Roman, übersetzt von Peter Ambros. Luchterhand Literaturverlag, München 1994. ISBN 3-630-86840-1.
- 1991: Velká trojka (Die große Trojka)
- Trilogie o osudech tří židovských žen (Trilogie über das Schicksal dreier jüdischer Frauen):
  - 1992: Colette: Dívka z Antverp (Colette: Ein Mädchen aus Antwerpen)
  - 1992: Tanga: Dívka z Hamburku (Tanga: Ein Mädchen aus Hamburg)
  - 2000: Lea: Dívka z Leeuwardenu (Lea: Ein Mädchen aus Leeuwarden)
- 1994: Dům vrácené ozvěny (Das Haus des zurückgekehrten Echos)
- 1995: Dívka s jizvou (Das Mädchen mit der Narbe)
- 1995: Kamarádi (Kameraden)
- 1995: Modrý den (Ein blauer Tag)
- 1995: Porgess (Porgess)
- 1997: Neslušné sny (Unanständige Träume)
- 1998: Oheň na vodě: Povídky (Feuer auf dem Wasser: Erzählungen)
- 1999: Dobrý den, pane Lustig: Myšlenky o životě (Guten Tag, Herr Lustig: Gedanken über das Leben)
- 2000: Krásné zelené oči. Roman. Auf Deutsch: Deine grünen Augen. Aus dem Tschechischen übersetzt von Silvia Morawetz und Werner Schmitz. Berlin Verlag, Berlin 2007. ISBN 978-3-8270-0576-2.
- 2002: Zasvěcení (Die Weihung)
- 2007: Dita Saxonová
- Případ Marie Navarové. Pilsen : Vydavatelství a Nakl. Ales Cenek, 2010, ISBN 978-80-7380-229-5

### Sonstige Werke, Essays
- 2000: Odpovědi: Rozhovory s Harry Jamesem Cargassem a Michalem Bauerem (Antworten: Gespräche mit Harry James Cargass und Michal Bauer)
- 2001: Eseje: Vybrané texty z let 1965–2000 (Essays: Ausgewählte Texte aus den Jahren 1965–2000)
- 2004: Esence (Die Essenz)

### Autobiografie
- 2002: 3x18 (portréty a postřehy) (3x18 – Porträts und Beobachtungen)

## Verfilmungen
- 1963: Transport aus dem Paradies (Transport z ráje) – Regie: Zbyněk Brynych
- 1964: Diamanten der Nacht (Démanty noci) – Regie: Jan Němec

## Mitgliedschaften
- Obec spisovatelů (Tschechischer Schriftstellerverband)